# Шульман Катерина Михайлівна
Катерина Михайлівна Шульман (уроджена Заславська; нар. 19 серпня 1978, Тула, СРСР) — російська політологиня і публіцистка, кандидатка політичних наук (2013), доцентка кафедри державного управління і публічної політики Інституту суспільних наук РАНХіГС при Президентові РФ. З грудня 2018 року по жовтень 2019 року входила до складу Ради при Президентові РФ з розвитку громадянського суспільства і прав людини.
Ведуча авторської програми на радіостанції «Ехо Москви», публікувалася у виданнях «Відомості», Грані.ру, Republic, Московський центр Карнегі та інших, під своїм ім'ям веде YouTube-канал з бесідами на політичні теми.

## Біографія
Закінчила в 1995 році школу-ліцей № 73 міста Тули з срібною медаллю.
Працювала в сфері державної служби — в Управлінні загальної політики міста Тули з 1996 року.
З березня до вересня 1999 року працювала в РІА Новини.
З 1999 по 2006 рік обіймала посади помічниці депутата, співробітниці апарату фракції, експертки аналітичного управління центрального апарату Державної думи РФ[джерело?]
У 2005 році закінчила Російську академію державної служби при Президенті РФ, де вивчала юриспруденцію.
З 2007 по 2011 рік була директором по дослідженню законодавства консалтингової компанії PBN Company.
З 2013 року — колумністка газети «Відомості». Також публікується на Грані.ру, Republic, Московський центр Карнегі.
У 2013 році в РАНХіГС під науковим керівництвом доктора політичних наук, професора Є. Г. Морозової захистила дисертацію на здобуття наукового ступеня кандидата політичних наук за темою «Політичні умови і фактори трансформації законотворчого процесу в сучасній Росії» (спеціальність 23.00.02 — політичні інститути, процеси і технології). Офіційні опоненти — доктор політичних наук, професор В. І. Буренко і доктор політичних наук Ю. Г. Коргунюк. Провідна установа — кафедра російської політики Факультету політології МДУ імені М. В. Ломоносова.
кандидат політичних наук, доцент кафедри державного управління і публічної політики Інституту суспільних наук РАНХіГС при Президентові РФ.
З вересня 2017 року — постійна ведуча (з Максимом Курніковим, раніше — Майклом Накі) передачі «Статус» на радіостанції «Ехо Москви».
З 3 грудня 2018 року по 21 жовтня 2019 року входила до складу Ради при Президентові РФ з розвитку громадянського суспільства і прав людини.
З 2016 року веде YouTube-канал, де викладає свої публічні лекції в сфері політології який до середини 2022 року зібрав аудиторію понад мільйон підписників. На канал Шульман у Telegram підписано понад 400 тис. користувачів. Кількість переглядів на Youtube становить 165,2 млн.
З вересня 2017 вела авторську передачу "Статус" на радіостанції "Эхо Москвы", після закриття радіостанції 2022 року програма виходить на YouTube.
У лютому 2021 року на тлі масових затримань на протестних акціях, Катерина провела благодійний стрім на YouTube, зібравши понад 3 млн рублів за 2 години. Вона пообіцяла, що зібрані кошти будуть поділені порівну між трьома організаціями - "ОВС-Інфо", "Апологія протесту" і виданням "Медиазона".
У лютому 2022 року на майданчику БК "Світанок" організовано лекторій, що запускається продюсерською групою InLiberty спільно з сервісом аудіокниг Storytel, який аналізує навколишню дійсність, серед спікерів якого - Катерина Шульман.

## Відгуки та критика
У 2020 році виявилася серед найбільших натхненників росіян у віковій групі 40—55 років за опитуванням «Левада-центру».

## Погляди
Сфера інтересів: законотворчий процес, політичний режим в Росії.
Вважає, що в Росії встановився «гібридний режим», що одночасно володіє ознаками як авторитаризму, так і демократії.
Висловилася за скасування муніципального фільтра. Підтримує лібералізацію законодавства про мітинги, про що висловилася президенту на раді з прав людини, для запобігання посадок у в'язницю і адміністративних арештів з надуманих причин. Також необхідність пом'якшення статті 280, як це було зі статтею 282, у зв'язку з використанням цих статей для корупції у середовищі силовиків.
Порівнюючи Росію з Венесуелою висловила думку, що напад на сусідів, зокрема, на Україну привела до невизначеного  майбутнього РФ.

## Родина
Одружена з Михайлом Юрійовичем Шульманом (нар. 1966), літературознавцем, фахівцем з творчості В. В. Набокова.
У сім'ї троє дітей, дві доньки: Ольга Михайлівна Шульман (нар. 2008) і Марія Михайлівна Шульман (нар. 2015), — і син Юрій Михайлович Шульман (нар. 13 лютого 2012).

## Наукові праці

### Російською мовою:
- Шульман Е. М. К вопросу об эволюции политических условий законотворческого процесса в российском парламентаризме последних десяти лет // Известия Тульского государственного университета. Гуманитарные науки. — Тула : ТулГУ, 2011. — Вип. 1. — № 3 (6 серпня). — С. 326—331. — ISSN 2071-6141.
- Шульман Е. М. Законотворческий процесс в ракурсе политологического анализа // Вестник университета. — М. : ГУУ, 2011. — № 11 (6 серпня). — С. 111—116. — ISSN 1816-4277.
- Шульман Е. М. Возможности неоинституционализма и теории общественного выбора в политическом анализе российской законотворческой практики // Вестник Российской академии государственной службы при Президенте Российской Федерации: электронное научное издание. — М. : РАГС, 2011. — 6 серпня.
- Шульман Е. М., Шульман М. Ю. Светокопии и оригиналы: право собственности как иллюзия // Статус документа: Окончательная бумажка или отчужденное свидетельство? Сборник статей / Под ред. И. М. Каспэ; Нац. исслед. ун-т «Высшая школа экономики»; Ин-т гуманит. историко-теоретит. исслед. им. А. В. Полетаева. — М. : Новое литературное обозрение, 2013. — С. 375—379.
- Шульман Е. М. Фракции, комитеты, аппарат: участие парламентских партий в законотворческом процессе // Политическая наука. — М. : ИНИОН РАН, 2015. — № 1 (6 серпня). — С. 172—185. — ISSN 1998-1775.
- Шульман, Е. М., Марача, В. Г., Кацаурова, С. Ю. Привлечение Экспертного и Гражданского Участия Как Путь Совершенствования Законотворческого Процесса: Методы и Механизмы. — Москва : РАНХиГС при президенте Российской Федерации, 2017. — Число 07. — 06.
- Балобанов А. Е., Атнашев Т. М., Мореева С. Н., Шульман Е. М. Методологические и Нормативно-Правовые Подходы К Достройке Контура Стратегического Управления и Его Интеграции С Контурами Программного и Бюджетного Управления. — Москва : РАНХиГС при президенте Российской Федерации, 2018. — Число 13. — 06.

### Іншими мовами:
- Schulmann E. M. Duma-2014 Report // Russian Politics and Law. — Armonk, New York : M. E. Sharpe[en], 2015. — Т. 53, № 4 (6 серпня). — С. 57—65. — ISSN 1061-1940. — DOI:10.1080/10611940.2016.1142334.
- Schulmann E. M. Generation Gerechtigkeit: Was die russische Jugend will, kann Putin ihr nicht bieten // Internationale Politik[de]. — Berlin : Deutsche Gesellschaft für Auswärtige Politik, 2017. — Т. 72, № 3 (6 серпня). — С. 32—37. — ISSN 1430-175X.
- Noble B., Schulmann E. M. Not just a Rubber Stamp: Parliament and lawmaking // The New Autocracy: Information, Politics, and Policy in Putin's Russia / Daniel Treisman (ed.). — Washington, D.C : Brookings Institution Press, 2018. — P. 49—82. — ISBN 978-0-8157-3243-3, ISBN 978-0-8157-3244-0.

## Науково-популярні праці
- Шульман Е. Практическая политология. Пособие по контакту с реальностью. — М. : АСТ, 2018. — 320 с. — ISBN 978-5-17-106183-8.